# Nemeton

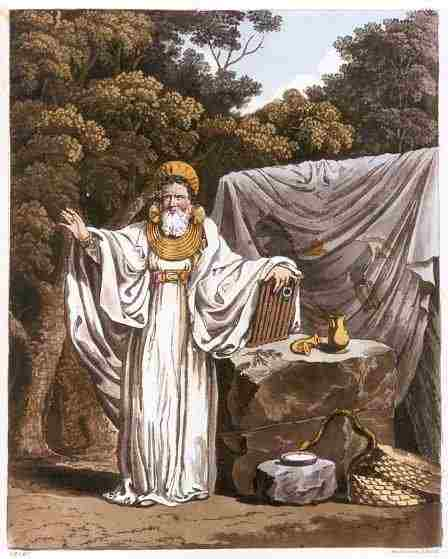
Il·lustració del 1815 que representa un druida al seu nemeton

Un nemèton era un espai sagrat de l'antiga religió cèltica, el druïdisme. Els Nemeta semblen haver estat situats principalment en àrees naturals, i, pel fet d'intervenir-hi habitualment arbres, s'interpreten sovint com a boscs sagrats. Tanmateix, altres evidències suggereixen que la paraula implicava una varietat més àmplia d'espais rituals, com ara santuaris i temples. L'evidència dels nemeta consisteix principalment en inscripcions i noms de lloc, les quals apareixen a tot el món celta. Es troben topònims relacionats amb la paraula nemeton des de Galícia a Turquia, passant per Escòcia. La paraula està relacionada amb el nom dels Nèmetes, tribu que habitava vora el Rin entre el Palatinat i el llac Constança -a l'actual Alemanya-, i la seva deessa Nemetona.

## Descripció contemporània
Plini i Lucà van escriure que els druides no es trobaven en temples de pedra ni en altres construccions, sinó en boscs sagrats d'arbres. A la seva Pharsalia, Lucà va descriure un d'aquests boscs prop de Massilia en termes dramàtics, més destinats a provocar esgarrifances de dolç terror entre els seus oients romans que no pas pensat com a autèntica història natural:
cap ocell no niava al nemeton, ni cap animal no hi rondava a la vora; les fulles s'estremien constantment, tot i no bufar ni un bri d'aire. Els altars estaven al mig, i les imatges dels déus. Tots i cadascun dels arbres estaven tacats de sang dels sacrificis. La mateixa terra gemegà, els teixos morts reviscolaren; els arbres no consumits estaven envoltats de flames, i grans serps s'enroscaven als roures. La gent temia acostar-se al bosc, i ni tan sols el sacerdot no hi aniria al migdia ni a la mitjanit, per por de trobar-s'hi el seu diví guardià.

## Exemples
S'han trobat descripcions d'aquesta mena de llocs a tot el món celta. Alguns exemples concrets inclouen Nemetobriga prop d'Ourense a Galícia, Drunemeton a Galàcia, i Medionemeton prop del mur d'Antoní a l'actual Escòcia.
- Mars Lucetius ("Mart lluent")[4] i Nemetona apareixen com a parella divina en les inscripcions de l'era romana. A l'assentament romano-brità de Bath, un pelegrí que havia vingut dels trèvers continentals de la Gàl·lia Bèlgica va fer una dedicatòria a Mars Lucetius i Nemetona en cerca de guariment.[5] Un Mars Rigonemetis ("Mart, Rei del Bosc Sagrat") apareix, en el context del culte imperial romà, en una dedicatòria descoberta a Nettleham (Lincolnshire) el 1961. Podria haver estat un déu pertanyent a la tribu dels Corieltauvi.[6]W
- Hi ha un nemeton al topònim romà Vernemeton (actual Willoughby-on-the-Wolds, Nottinghamshire), a les Aquae Arnemetiae romanes (actual Buxton, Derbyshire), i en una referència de 1194 a Nametwihc, "Santuari-Ciutat," (Nantwich, Cheshire).[7]
- A Escòcia, els topònims nemeton són força freqüents,[8] com també a Devon, on apareixen en noms moderns que contenen Nymet or Nympton, i s'han identificat amb el nom Nemetostatio a la Cosmografia de Ravenna.
- Un lloc nemeton ben conegut és al bosc de Névet prop de Locronan, a Bretanya (cf. bretó modern neved 'santuari', gal·lès nyfed). Gournay-sur-Aronde, al departament francès d'Oise, alberga també les restes d'un nemeton. Ressons de la paraula nemeton sobreviuen en molts topònims francesos com ara Novionemetum (noviios 'nou') que van evolucionar a Nonant, Nonant-le-Pin, etc., *Nemeto-pons, amb el llatí pons 'pont' : Nampont i Nemetodurum 'porta' or 'fòrum del temple' : Nanterre. A París, es va fer un esment de "Namet" una línia de les al·leluies dels volts de 1270, com a antic nom del Quartier du Temple a la riba dreta.[9]
- A Irlanda, hi havia una capella Nemed a Armagh i una altra a Sliabh Fhuait.[10]
- Existien també Nemetons a l'est de la regió gal·la de Galàcia a Anatòlia, on Estrabó registra el nom del lloc de trobada del Consell dels gàlates com a Drunemeton.[11]
- S'ha identificat un nemeton a Matabodes, prop de la ciutat de Beja (al sud de Portugal).[12]